# Euxoa unicolor
Euxoa unicolor là một loài bướm đêm trong họ Noctuidae.